# Le avventure di Gerard
Le avventure di Gerard (The Adventures of Gerard) è un film del 1970 diretto da Jerzy Skolimowski, tratto dal volume di racconti eroicomici The Exploits of Brigadier Gerard di Arthur Conan Doyle.
L'edizione italiana del film presenta un doppiaggio che stravolge e reinventa quasi completamente i dialoghi originali, spesso aggiungendo voci fuori campo completamente assenti nell'originale.

## Trama
1808. È il tempo dell'occupazione della Spagna da parte del grande condottiero Napoleone Bonaparte. Il colonnello francese Etienne Gerard trasporta messaggi segreti e spedizioni tra i reggimenti francesi nel territorio spagnolo. L'attributo più importante di Gerard è la sua vanità: è convinto di essere il soldato più forte e coraggioso, lo spadaccino più perfettamente formato e il miglior cavaliere. Ossessionato dalla fama e dall'onore, è sempre pronto a un'osservazione galante su una donna. Teresa, l'incantevole contessa spagnola di Morales, vuole sfruttare l'evidente vanità del colonnello per ottenere alcune informazioni. Ma Gerard capisce rapidamente le intenzioni della contessa e, come vuole il suo orgoglio, si accende presto un gioco di amore e intrigo.